# 布尔日圣母堂

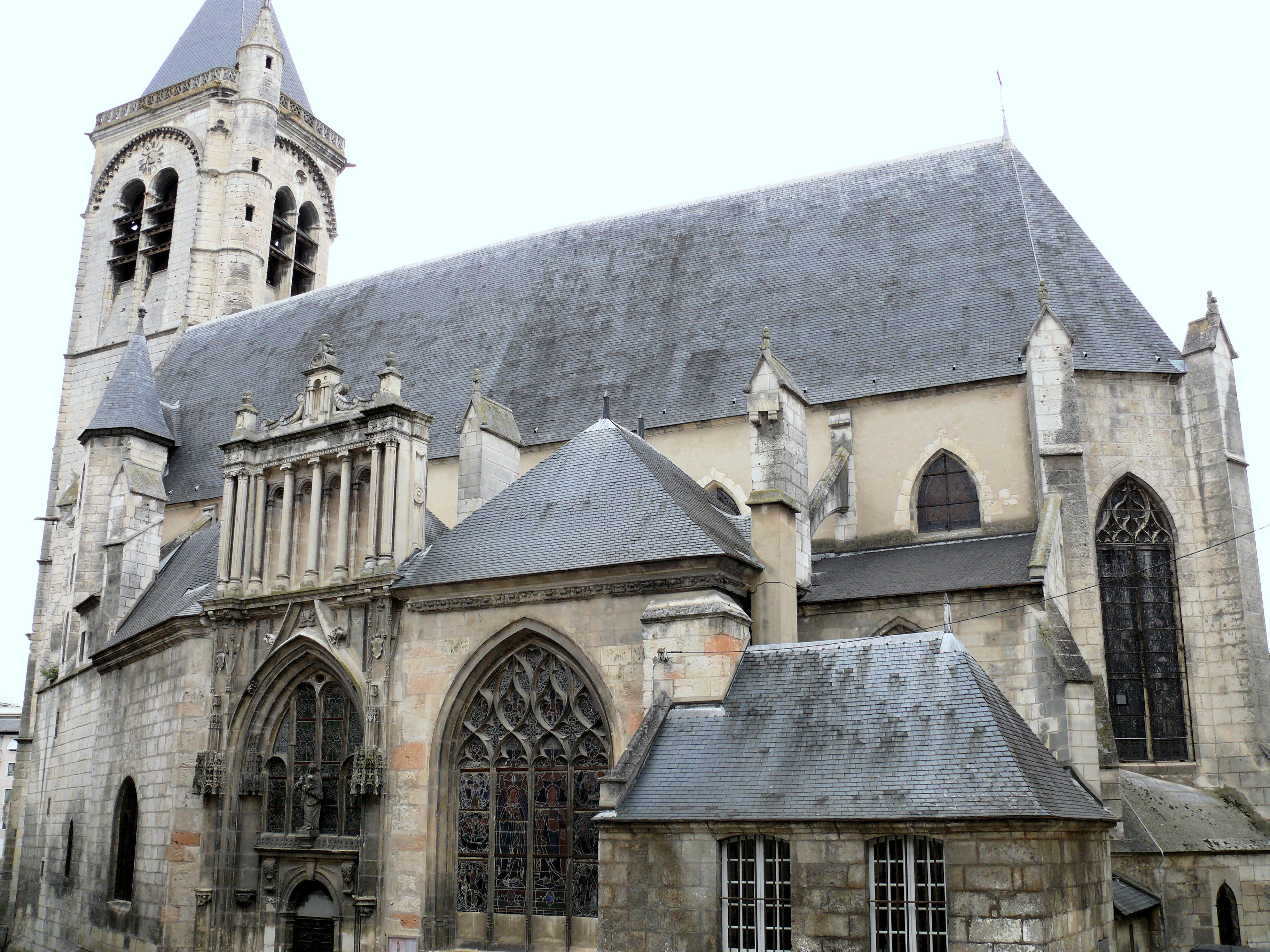

布尔日圣母堂（Église Notre-Dame）是一座天主教教堂，哥特式建筑，位于法国中央-卢瓦尔河谷大区谢尔省布尔日圣母街（rue Notre-Dame）。

## 历史
1803年以前，这座教堂称为圣伯多禄堂（Saint-Pierre-le-Marché）。
该堂建于1157年或15世纪。1487年7月22日，该堂被大火摧毁。
这座建筑于1931年1月26日被列为法国历史遗迹